# NGC 5011
NGC 5011 (другие обозначения — ESO 269-65, MCG -7-27-42, DCL 528, PGC 45898) — эллиптическая галактика (E1) в созвездии Центавр.
NGC 5011 – главная галактика в одноименной группе, состоящей из 19 галактик, в которую входят в том числе NGC 4946, NGC 5026, NGC 5090, NGC 5091, а также NGC 5011A и NGC 5011B, в то время как NGC 5011С не входит в группу, поскольку находится значительно ближе к Млечному Пути. NGC 5011 находится на расстоянии около 50 Мпк.
Маловероятным, но не невозможным является взаимодействие группы NGC 5011 с некоторыми карликовыми галактиками, которые находятся между ней и NGC 5128.
Этот объект входит в число перечисленных в оригинальной редакции «Нового общего каталога».